# Tour du Danube
La Tour du Danube (Donauturm en allemand) est une tour destinée aux radio-télécommunications de 252 mètres de haut située à Vienne, près du parc du Danube (Donaupark en allemand).

## Histoire
Elle fut construite par les architectes Hannes Lintl et Robert Krapfenbauer entre 1962 et 1964, à l'occasion de la Wiener Internationale Gartenschau, exposition sur le thème des jardins. Le site choisi du Donaupark était alors une décharge.
3 750 m3 de béton et 514 tonnes de béton armé furent utilisés pour construire cette tour de 12 mètres de diamètre à sa base et de 6 mètres à 160 mètres de hauteur. 
On peut accéder à ses 170 mètres en 35 secondes grâce à ses 2 ascenseurs rapides, ou en cas d'urgence par un escalier comptant 775 marches. À 150 mètres de hauteur se trouve une plate-forme avec une vue sur Vienne. Par temps dégagé, la vue atteint 80 km alentour. À 160 mètres se trouve un café viennois et à 170 mètres se trouve un restaurant panoramique tournant (une première mondiale à l'époque de sa construction).

## Sport et loisirs
Depuis 2001, il est possible de sauter à l'élastique à partir de la tour à une hauteur de 152 mètres, c'est l'un des plus hauts de sa catégorie au monde.
Une épreuve sportive, le Donauturm-Lauf, est organisée chaque année en novembre. Cette épreuve sportive consiste à gravir les 775 marches des escaliers de la tour, pour arriver à une hauteur de 150 mètres. Le record actuel est de 3 minutes et 23,58 secondes, il a été établi par l'athlète Christian Redl en janvier 2015.